# Сливница
Сливница (буг. Сливница) је град у западном делу Бугарске. Налази се у софијској области, а административни је центар општине Сливница. Има 7.901 становника.
Сливница је појам значајан за српску историју, јер је тај спољашње гледано велики пораз покренуо многа унутрашња питања и освестио Србе. Управо због те "националне срамоте", дошло је до националног отрежњења и буђења огромног потенцијала. Од тада је кренуло српство узлазном путањом, чистих рачуна и великог елана у величанствену националну епопеју. Краљ Милан је пред смрт исповедио: Не само да се кајем за Сливницу, него налазим да је она највећа заслуга моје двадесетогодишње владавине у Србији. Сливница је најпре била прича у Српско-Бугарском рату 1885. године. Српска војска је ту доживела велики пораз од бугарске војске, 17-19. новембра 1885. године. Погинуло је током битке 3.000 Срба и 2.500 Бугара. У српском памћењу пораз у Сливници је остао "непреболна рана". Песник Војислав Илић Млађи је посветио трагедији Сливнице, једну родољубиву песму. Прилика за освећење настала је у лето 1913. године, када су Срби потукли "до ногу" Бугаре у чувеној Брегалничкој бици. Борила се победничка српска војска силовито, надахнута паролом - аманетом: За Сливницу - Брегалницу! Тада се говорило и Косово је освећено - Сливница је покајана!.

## Историја
Сливница се по турски звала Халкалија, а име је добило то место по истоименој реци. Неки ту реку Сливницу која тече од Србије зову "Алдомировачка река". Када је путописац Дриш 1719. године свратио у Сливницу (Слибник) није видео ни једно дрво. Сва околина је била гола каменита.
То место је 1881. године било "велико село" са 140 кућа. Она је била као у рату освојена у српским рукама, па је остављена Русима. Сливница је по српским захтевима за територијално разграничење на Берлинском конгресу (1878), требало да припадне кнежевини Србији; али није се у томе успело. Сливницу су и Грци додељивали Србији, као што се могло видети на њиховој експертској карти из 1876. године. Становништво је желело да потпадне под Србију и тада се у Сливници чуло: Стари су нам били Срби, и ни (ми) хоћеме да сме Срби.
За време Велике источне кризе (1875-1878) српска војска је ослободила више градова и села у тзв. Западној Бугарској. По заповести подпуковника Ђукнића српска војска је заузела нека села Софијске нахије, у којима је срески начелник поставио кметове (кнезове). Међутим Руси су из њих узели млађе становнике за регруте, као у Сливници. Али када су они изјавили да су српске националности и да их је српска војска у ствари ослободила, били су пуштени. Писао је писмо 8/20. маја 1878. године кнезу Милану Обреновићу, председник суда у Сливници Георгије Антин, у име села Понор, Опицвет, Боговци, Безден и Сливница. У писму је изражена жеља да та села подпадну под Србију, јер их Бугари из Софије малтретирају и терају да буду Бугари, иако они то нису, да их кнез оружјем избави од бугарског комитета.
У Сливници је православни храм посвећен Св. Ћирилу и Методију, подигнут 1877. године.

## Географија
Град Сливница (од 1964. има статус) се налази у софијској котлини на 30 km од Софије и на 25 km од границе са Србијом.